# Механічне легування

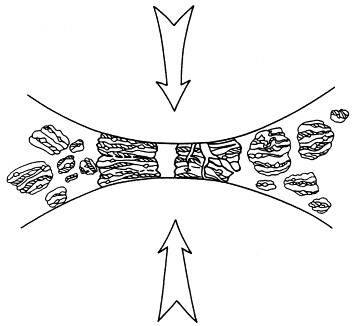
Механізм легування при високоенергетичному механічному впливі. Частинки порошку неодноразово сплющуються, холодно зварюються, розтріскуються і повторно зварюються

Механíчне легувáння (англ. Mechanical alloying, MA) — процес легування, який виникає внаслідок спресовування, подрібнення і нового з'єднання порошків і лігатури шляхом механічного впливу. У сплав можна ввести неметалеві частинки додаванням відповідних порошків.

## Історія
Концепція механічного легування була запропонована у 1970-х роках.

## Загальний опис
Цей процес полягає у змішуванні елементів або основних складових сплавів (лігатур) у формі порошку, а також, при необхідності, з необхідною дисперсною фазою при використанні спеціальних високоенергетичних млинів з великим відносним вмістом подрібнюючих куль. Механічне легування може здійснюватися з використанням різного обладнання для подрібнення за допомогою куль: вібраційних млинів, планетарних млинів, високошвидкісних змішувачів чи атриторів. Найбільшого поширення отримали млини, що працюють при частотах обертання 150…1000 об/хв. Продуктом процесу є композиційний порошок, що складається з однорідної гомогенної суміші компонентів, причому внутрішня структура отриманих складових частинок розрізняється тільки на субзеренному рівні.
В результаті механічного впливу на суміш збільшується число та площа контактів між реагентами. Дотичні напруження, що виникають між частинками, сприяють видаленню продукту із зони контакту та поновленню безпосередньої взаємодії між реагентами. Виділення тепла в зоні контакту може призводити до контактного плавлення, що для випадку металевих систем може інтенсифікувати процес.
При цьому в процесі подрібнення відбувається холодне зварювання різнорідних частинок у «склепані» порошинки з шаруватою структурою. Поступово шари різнорідних компонентів потоншуються, а їх число збільшується, що приводить до підвищення гомогенності порошинок. Механічне легування доцільне при отриманні порошків дисперсно-зміцнених матеріалів, або таких композицій, компоненти яких характеризуються невисокою розчинністю чи значно відрізняються за густиною.
Механічне легування дозволяє отримати з'єднання типу «метал-метал» (навіть незмішувані комбінації), «метал (сплав)-оксиди», «метал (сплав)-неметал».
Процеси механічного легування використовуються у порошковій металургії для одержання жароміцних та жаростійких сплавів.